# (502) Сигуна
(502) Сигуна (нем. Sigune) — астероид главного пояса, который принадлежит к светлому спектральному классу S и входит в состав семейства Фокеи. Он был открыт 19 января 1903 года немецким астрономом Максом Вольфом в обсерватории Хайдельберг-Кёнигштуль. Назван в честь героини романа Фридриха Фишера «Ещё один» (1879).

Орбита астероида Сигуна и его положение в Солнечной системе
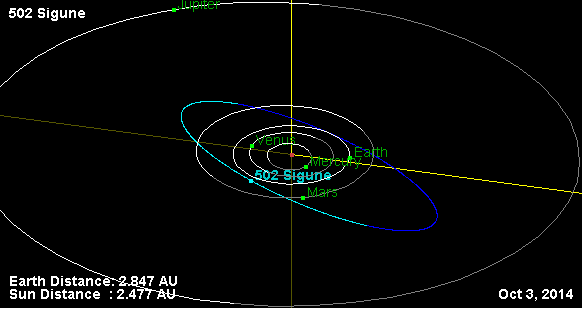
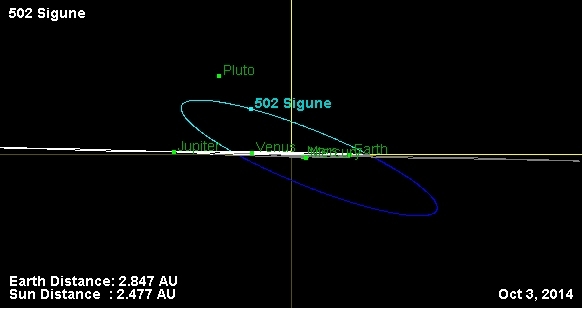